# Миочич, Стипе
Стипе Миочич (англ. Stipe Miocic; род. 19 августа 1982) — американский профессиональный боец смешанных единоборств (MMA) хорватского происхождения, по совместительству пожарный-парамедик. Дважды становился чемпионом UFC в тяжёлом весе, обладатель рекорда по количеству побед в титульных поединках в истории тяжёлого веса UFC. Первый и единственный боец в истории тяжёлого веса UFC, сумевший защитить титул в тяжёлом весе 3 раза подряд.

## Биография
Стипе Миочич родился и вырос в американском городе Юклид, штат Огайо. Его родители являются уроженцами Хорватии. Отец, Боян Миочич, родился в деревне Ртина (жупания Задарска), а мать Кэти — в деревне Цетинград (жупания Карловачка). Когда Стипе был ещё ребёнком, его родители развелись, а будущий чемпион остался жить со своей матерью, бабушкой и дедушкой, а позже с отчимом и младшим братом Джонатаном.
Мать с детства поощряла его спортивную деятельность. Миочич играл в бейсбол, футбол, занимался борьбой в Северной средней школе (Истлейк, штат Огайо).

## Карьера в ММА
Как бывший обладатель Золотых Перчаток и борец 1-го дивизиона NCAA, дебютировал в ММА выиграв свои первые 5 боёв нокаутом. Продолжил выступления в NAAFS Heavyweight Championship, где заставил Бобби Брентса сдаться многочисленными сильными лоукиками.

### Ultimate Fighting Championship
В Strong Style Fight Team тренируется вместе с одним из российских бойцов Максимом Гришиным.
14-го июня 2011 Миочич заключил контракт с UFC.
Дебютировал против Джоуи Бельтрана 8 октября 2011 на UFC 136 и выиграл бой единогласным решением.
15-го февраля 2012 встретился с Филом де Фризом на UFC on Fuel TV 1. Стипе выиграл схватку нокаутом в первом раунде.
Следующим соперником стал дебютант организации Шэйн дель Розарио. Встреча прошла 26-го мая 2012 на UFC 146, где Стипе одержал победу техническим нокаутом во втором раунде.
В мае 2016 вышел на титульный бой против набравшего обороты Фабрисио Вердума, брутально нокаутировав его в первом раунде на глазах родной публики в Бразилии
Свою первую защиту титула провел в сентябре 2016, нокаутировав Алистара Оверима ударами в партере.
В мае 2017 второй раз защитил свой пояс, в доминирующей манере пройдя бывшего чемпиона Джуниора Дус Сантоса в первом раунде.
21 января 2018 года победил единогласным решением Франсиса Нганну будучи андердогом. Показал все пробелы гигантского камерунца в технике борьбы. Миочич измотал Нганну и тем самым защитил титул в третий раз.
7 июля 2018 года на UFC 226 состоялся бой Стипе Миочича и чемпиона в полутяжелом весе Дэниела Кормье. Миочич считался фаворитом в бою, но был нокаутирован в первом раунде на выходе из клинча.
17 августа 2019 на турнире UFC 241 состоялся реванш между Кормье и Миочичем. В первом раунде Кормье провел тейкдаун и перевел Миочича на землю, однако, не смог нанести значительный ущерб оппоненту до конца раунда. На протяжении первых 3 раундов бойцы обменивались многочисленными ударами в стойке, в чём Кормье на всеобщее удивление выглядел лучше. В 4 раунде Миочич начал реализовывать достаточно неожиданную для Кормье тактику — систематическое нанесение апперкотов по печени. Нанеся множество таких ударов, Миочич внезапно переключился на голову Кормье и нанес два плотных удара в челюсть, от которых потрясенный Кормье потерял равновесие и был прижат к сетке. Миочич добил в лицо падающего Кормье, отправив того в нокаут. В результате боя Миочич одержал победу техническим нокаутом в четвёртом раунде боя и вернул себе титул чемпиона UFC в тяжелом весе. По информации комиссии CSAC, обнародовавшей результаты взвешивания бойцов в день проведения UFC 241, Кормье в день боя был на 6 кг тяжелее Миочича. За свою победу в этом бою Стипе получил 750 000 долл. США, в то время как его оппонент 500 000.
Чемпион отсутствовал в октагоне год, для его возвращения был выбран поединок с Кормье в рамках турнира UFC 252 15 августа 2020 года, который станет для бойцов уже третьим. Несмотря на то, что бой будет титульным, соперник Миочича заявил, что в любом случае планирует закончить карьеру после этого поединка.
16 августа 2020 года в доминирующей манере провел бой против Кормье и одержал победу единогласным решением судей, тем самым защитил пояс чемпиона UFC в тяжелом весе.
27 марта 2021 года на турнире UFC 260 Миочич и Нганну снова встретились в титульном бою (в первом бою Миочич одержал победу единогласным решением судей). В первом раунде Миочич предпринял попытку тейкдауна, придерживаясь стратегии, которая помогла ему победить в первом бою (изматывать Нганну в борьбе), но безуспешно - Нганну остановил тейкдаун и, удерживая Миочича на земле, нанес ему множество ударов в голову, после чего соперники снова вернулись в стойку, где Нганну перебивал Миочича, а также нанес ему хайкик (удар ногой в голову). Во втором раунде Нганну отправил в нокдаун Миочича мощным прямым ударом с левой руки в челюсть, и нанес еще несколько добивающих ударов в голову, однако, потрясенный Миочич все же смог снова подняться на ноги, но не надолго - Нганну нанес еще один сокрушительный боковый удар с левой руки точно в челюсть Миочича, после чего последний рухнул без сознания сначала на собственную согнутую ногу, а затем, отпружинив от нее, упал на спину, пребывая в глубоком нокауте. Нганну нанес еще один добивающий удар в челюсть обездвиженного Миочича, после чего рефери остановил бой. После боя Миочич был госпитализирован. Таким образом Фрэнсис Нганну забрал реванш, и Миочич утратил титул чемпиона.
Завершил карьеру в смешанных единоборствах после поражения Джону Джонсу на UFC 309.

## Достижения
- Ultimate Fighting Championship
  - Чемпион UFC в тяжёлом весе (два раза)
  - 3 успешных защиты титула подряд
  - 1 успешная защита титула после возвращения пояса чемпиона
  - Лучший бой вечера (три раза) против Стефана Стрюве, Жуниора дус Сантуса и Алистара Оверима
  - Лучший нокаут вечера (Один раз) против Фила де Фриза
  - Выступление вечера (три раза) против Фабио Мальдонадо, Андрея Орловского и Фабрисиу Вердума
  - Рекордсмен по наибольшему количеству ударов за один бой (361) против Марка Ханта
- MMAjunkie.com
  - 2014 бой декабря против Жуниора дус Сантуса
- North American Allied Fight Series
  - Чемпион NAAFS в тяжёлом весе (один раз)
- Sherdog
  - 2015 Избиение года против Марка Ханта

## Статистика боёв в ММА
| Боёв 25  | Побед 20 | Поражений 5 |
| -------- | -------- | ----------- |
| Нокаутом | 15       | 4           |
| Решением | 5        | 1           |

| Результат | Рекорд | Соперник          | Способ                                   | Турнир                                                     | Дата             | Раунд | Время | Место                      | Примечание |
| --------- | ------ | ----------------- | ---------------------------------------- | ---------------------------------------------------------- | ---------------- | ----- | ----- | -------------------------- | --- |
| Поражение | 20-5   | Джон Джонс        | ТKO (удар ногой с разворота и добивание) | UFC 309                                                    | 16 ноября 2024   | 3     | 4:29  | Нью-Йорк, США              | Бой за титул чемпиона UFC в тяжёлом весе. После боя объявил о завершении карьеры.                             |
| Поражение | 20-4   | Франсис Нганну    | KO (удар)                                | UFC 260                                                    | 27 марта 2021    | 2     | 0:52  | Лас-Вегас, Невада, США     | Лишился титула чемпиона UFC в тяжёлом весе.                                                                   |
| Победа    | 20-3   | Дэниел Кормье     | Единогласное решение                     | UFC 252                                                    | 15 августа 2020  | 5     | 5:00  | Лас-Вегас, США             | Защитил титул чемпиона UFC (1) в тяжёлом весе.                                                                |
| Победа    | 19-3   | Дэниел Кормье     | TKO (удары руками)                       | UFC 241                                                    | 17 августа 2019  | 4     | 4:09  | Калифорния, США            | Завоевал титул чемпиона UFC в тяжёлом весе. «Выступление вечера».                                             |
| Поражение | 18-3   | Дэниел Кормье     | KO (удары)                               | UFC 226                                                    | 7 июля 2018      | 1     | 4:33  | Лас-Вегас, США             | Лишился титула чемпиона UFC в тяжёлом весе.                                                                   |
| Победа    | 18-2   | Франсис Нганну    | Единогласное решение                     | UFC 220                                                    | 20 января 2018   | 5     | 5:00  | Бостон, Массачусетс, США   | Защитил титул чемпиона UFC (3) в тяжёлом весе. Установил рекорд по количеству защит титула в тяжёлом весе (3) |
| Победа    | 17-2   | Жуниор дус Сантус | TKO (удары)                              | UFC 211                                                    | 13 мая 2017      | 1     | 2:22  | Даллас, Техас, США         | Защитил титул чемпиона UFC (2) в тяжёлом весе. «Выступление вечера».                                          |
| Победа    | 16-2   | Алистар Оверим    | KO (удары)                               | UFC 203                                                    | 10 сентября 2016 | 1     | 4:27  | Кливленд, Огайо, США       | Защитил титул чемпиона UFC (1) в тяжёлом весе. «Лучший бой вечера».                                           |
| Победа    | 15-2   | Фабрисиу Вердум   | KO (удар)                                | UFC 198                                                    | 14 мая 2016      | 1     | 2:47  | Куритиба, Бразилия         | Завоевал титул чемпиона UFC в тяжёлом весе. «Выступление вечера».                                             |
| Победа    | 14-2   | Андрей Орловский  | TKO (удары)                              | UFC 195                                                    | 2 января 2016    | 1     | 0:54  | Лас-Вегас, Невада, США     | |
| Победа    | 13-2   | Марк Хант         | TKO (удары)                              | UFC Fight Night: Miocic vs. Hunt                           | 10 мая 2015      | 5     | 2:47  | Аделаида, Австралия        | |
| Поражение | 12-2   | Жуниор дус Сантус | Единогласное решение                     | UFC on Fox: dos Santos vs. Miocic                          | 13 декабря 2014  | 5     | 5:00  | Финикс, Аризона, США       | «Лучший бой вечера»                                                                                           |
| Победа    | 12-1   | Фабио Мальдонадо  | TKO (удары)                              | The Ultimate Fighter Brazil 3 Finale: Miocic vs. Maldonado | 31 мая 2014      | 1     | 0:35  | Сан-Паулу, Бразилия        | «Выступление вечера».                                                                                         |
| Победа    | 11-1   | Габриэл Гонзага   | Единогласное решение                     | UFC on Fox: Henderson vs. Thomson                          | 25 января 2014   | 3     | 5:00  | Чикаго, Иллинойс, США      | |
| Победа    | 10-1   | Рой Нельсон       | Единогласное решение                     | UFC 161                                                    | 15 июня 2013     | 3     | 5:00  | Виннипег, Манитоба, Канада | |
| Поражение | 9-1    | Стефан Стрюве     | TKO (удары)                              | UFC on Fuel TV: Struve vs. Miocic                          | 29 сентября 2012 | 2     | 3:50  | Ноттингем, Англия          | «Лучший бой вечера».                                                                                          |
| Победа    | 9-0    | Шейн дель Розарио | TKO (удары локтями)                      | UFC 146                                                    | 26 мая 2012      | 2     | 3:14  | Лас-Вегас, Невада, США     | |
| Победа    | 8-0    | Фил де Фриз       | KO (удары)                               | UFC on Fuel TV: Sanchez vs. Ellenberger                    | 15 февраля 2012  | 1     | 0:43  | Омаха, Небраска, США       | «Лучший нокаут вечера».                                                                                       |
| Победа    | 7-0    | Джоуи Бельтран    | Единогласное решение                     | UFC 136                                                    | 8 октября 2011   | 3     | 5:00  | Хьюстон, Техас, США        | |
| Победа    | 6-0    | Бобби Брентс      | TKO (сдача от ударов)                    | NAAFS: Fight Night in the Flats 7                          | 4 июня 2011      | 2     | 4:27  | Кливленд, Огайо, США       | Выиграл титул чемпиона NAAFS в тяжёлом весе.                                                                  |
| Победа    | 5-0    | Уильям Пенн       | KO (удар)                                | NAAFS: Caged Vengeance 9                                   | 16 апреля 2011   | 1     | 2:23  | Кливленд, Огайо, США       | |
| Победа    | 4-0    | Грегори Мэйнард   | TKO (удары)                              | NAAFS: Night of Champions 2010                             | 4 декабря 2010   | 2     | 1:43  | Кливленд, Огайо, США       | |
| Победа    | 3-0    | Джереми Холм      | TKO (удары)                              | NAAFS: Rock N Rumble 4                                     | 28 августа 2010  | 1     | 1:36  | Кливленд, Огайо, США       | |
| Победа    | 2-0    | Пол Барри         | TKO (удары)                              | Moosin: God of Martial Arts                                | 21 мая 2010      | 2     | 1:32  | Вустер, Массачусетс, США   | |
| Победа    | 1-0    | Кори Маллис       | TKO (удары)                              | NAAFS: Caged Fury 9                                        | 20 февраля 2010  | 1     | 0:17  | Кливленд, Огайо, США       | |